# 시월 (래퍼)
시월은 대한민국의 래퍼다. 2021년 싱글 《gocwar》로 데뷔했다.

## 방송
- 하고싶은말을해라 2 (2021) - Top8

## 음반
- gocwar (2021)